# Compagnie Aérienne du Languedoc
 (mai 2021).
La mise en forme du texte ne suit pas les recommandations de Wikipédia : il faut le « wikifier ».
Les points d'amélioration suivants sont les cas les plus fréquents. Le détail des points à revoir est peut-être précisé sur la page de discussion.
- Les titres sont pré-formatés par le logiciel. Ils ne sont ni en capitales, ni en gras.
- Le texte ne doit pas être écrit en capitales (les noms de famille non plus), ni en gras, ni en italique, ni en « petit »…
- Le gras n'est utilisé que pour surligner le titre de l'article dans l'introduction, une seule fois.
- L'italique est rarement utilisé : mots en langue étrangère, titres d'œuvres, noms de bateaux, etc.
- Les citations ne sont pas en italique mais en corps de texte normal. Elles sont entourées par des guillemets français : « et ».
- Les listes à puces sont à éviter, des paragraphes rédigés étant largement préférés. Les tableaux sont à réserver à la présentation de données structurées (résultats, etc.).
- Les appels de note de bas de page (petits chiffres en exposant, introduits par l'outil «  Source ») sont à placer entre la fin de phrase et le point final[comme ça].
- Les liens internes (vers d'autres articles de Wikipédia) sont à choisir avec parcimonie. Créez des liens vers des articles approfondissant le sujet. Les termes génériques sans rapport avec le sujet sont à éviter, ainsi que les répétitions de liens vers un même terme.
- Les liens externes sont à placer uniquement dans une section « Liens externes », à la fin de l'article. Ces liens sont à choisir avec parcimonie suivant les règles définies. Si un lien sert de source à l'article, son insertion dans le texte est à faire par les notes de bas de page.
- La présentation des références doit suivre les conventions bibliographiques. Il est recommandé d'utiliser les modèles {{Ouvrage}}, {{Chapitre}}, {{Article}}, {{Lien web}} et/ou {{Bibliographie}}. Le mode d'édition visuel peut mettre en forme automatiquement les références.
- Insérer une infobox (cadre d'informations à droite) n'est pas obligatoire pour parachever la mise en page.

Pour une aide détaillée, merci de consulter Aide:Wikification.
Si vous pensez que ces points ont été résolus, vous pouvez retirer ce bandeau et améliorer la mise en forme d'un autre article.
Ne doit pas être confondu avec Air Languedoc.
"Pour prendre l'air, Prenez la CAL" (1976)
Compagnie aérienne du Languedoc connue sous l'acronyme CAL (code IATA : FQ puis WL, code OACI : LGD) était une compagnie aérienne régionale française basée sur l'aéroport d'Albi-Le Séquestre. Elle s'associera à la compagnie Air Littoral en 1986 sous forme d'un groupement d'intérêt économique (GIE).

## Histoire
La Compagnie aérienne du Languedoc (CAL) commençait ses opérations en 1976 sur l'aéroport d'Albi comme compagnie d'avion-taxi, charter et lignes régulières régionales au départ de l'aéroport de Limoges puis au départ de Clermont-Ferrand au début des années 80.
La compagnie faisait partie du groupe Mauriès, dirigé par son fondateur, René Louis Joseph Mauriès, qui s'était porté acquéreur, en vain, de la compagnie Air Alsace en 1982,.
En 1986, la compagnie disposait de 6 Swearingen Métro II, 1 Embraer 110 Bandeirante et 3 Nord 262.
En 1986, Il y a un rapprochement de la CAL avec la compagnie Air Littoral en GIE (Groupement d'intérêt économique), puis ils fusionnent en 1988. 
Robert Da Rosa, PDG d'Air Littoral est alors nommé président de Compagnie aérienne du Languedoc le 19 avril 1986.
En 1987, la compagnie déménage sur l'aéroport de Montpellier, siège de la compagnie Air Littoral.
La liquidation d’Air Littoral est prononcée le 17 février 2004.

## Le réseau
- 1976[12] :
  - Limoges-Poitiers-Nantes,
  - Limoges-Brive,
  - Limoges-Périgueux-Bergerac.
- 1982[13] :
  - Paris-Le Puy,
  - Paris-Bergerac,
  - Paris-Périgueux,
  - Clermont-Ferrand-Bordeaux,
  - Clermont-Ferrand- Toulouse,
  - Clermont-Ferrand- Marseille,
  - Clermont-Ferrand- Lyon.
- 1985[14] :

Nouveau : Paris-Montluçon.
- 1986[15] :
  - Paris-Angoulême,
  - Paris-Bergerac,
  - Paris-Périgueux,
  - Paris-Épinal,
  - Paris-Montluçon,
  - Paris-Le Puy,
  - Angoulême-Lyon,
  - Clermont-Ferrand-Bordeaux,
  - Clermont-Ferrand-Toulouse,
  - Clermont-Ferrand-Marseille,
  - Clermont-Ferrand-Lyon,
  - Clermont-Ferrand-Nice.
- 1987[16] :
  - Paris-Angoulême,
  - Paris-Bergerac,
  - Paris-Périgueux,
  - Paris-Épinal,
  - Paris-Montluçon,
  - Paris-Le Puy,
  - Angoulême-Lyon,
  - Clermont-Ferrand-Angoulême,
  - Clermont-Ferrand-Bordeaux,
  - Clermont-Ferrand-Toulouse,
  - Clermont-Ferrand-Marseille,
  - Clermont-Ferrand-Lyon,
  - Clermont-Ferrand-Nice.

## Flotte
- Fairchild Swearingen SA-226TC Metro II : F-GCFE[17], F-GBTO[18], F-GCPG[19], F-GCTE[20], F-GEBU, F-GDMR[21].
- De Havilland Canada DHC-6 : F-BTAU[22], F-GAMR[23],
- Embraer 110 Bandeirante : F-GBMF[24],
- Embraer 120 Brasilia : PT-SIH[25],
- Nord 262 : F-GBEI[26], F-BLHX[27], F-GBEJ[28],
- Beechcraft 99 : F-BTME[29].

## Galerie photographique

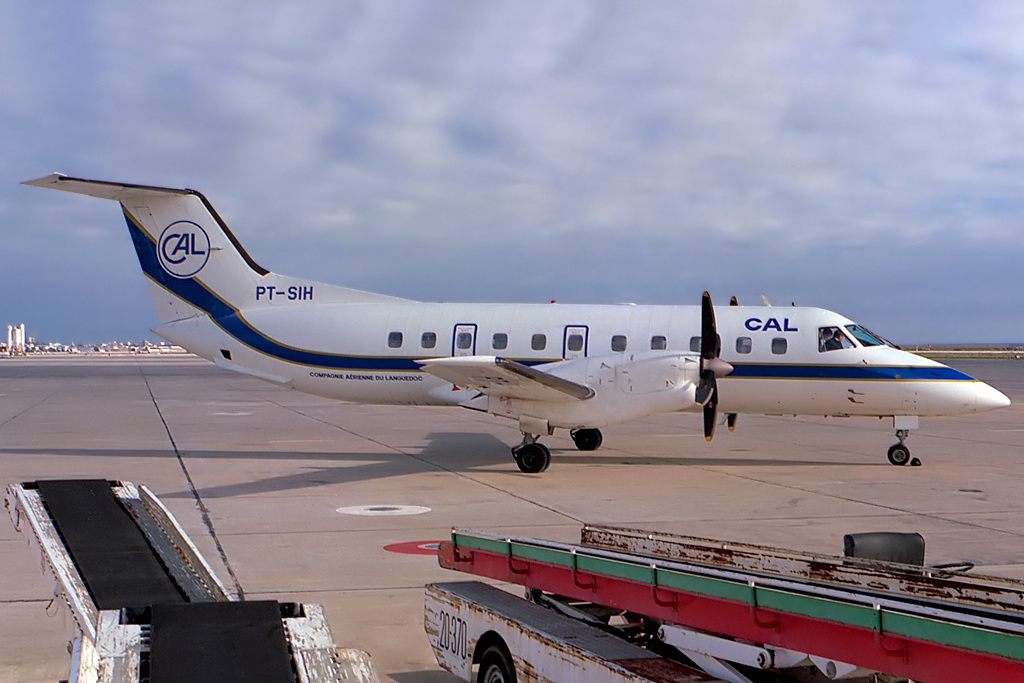
Embraer 120 PT-SIH à FARO en 1990.
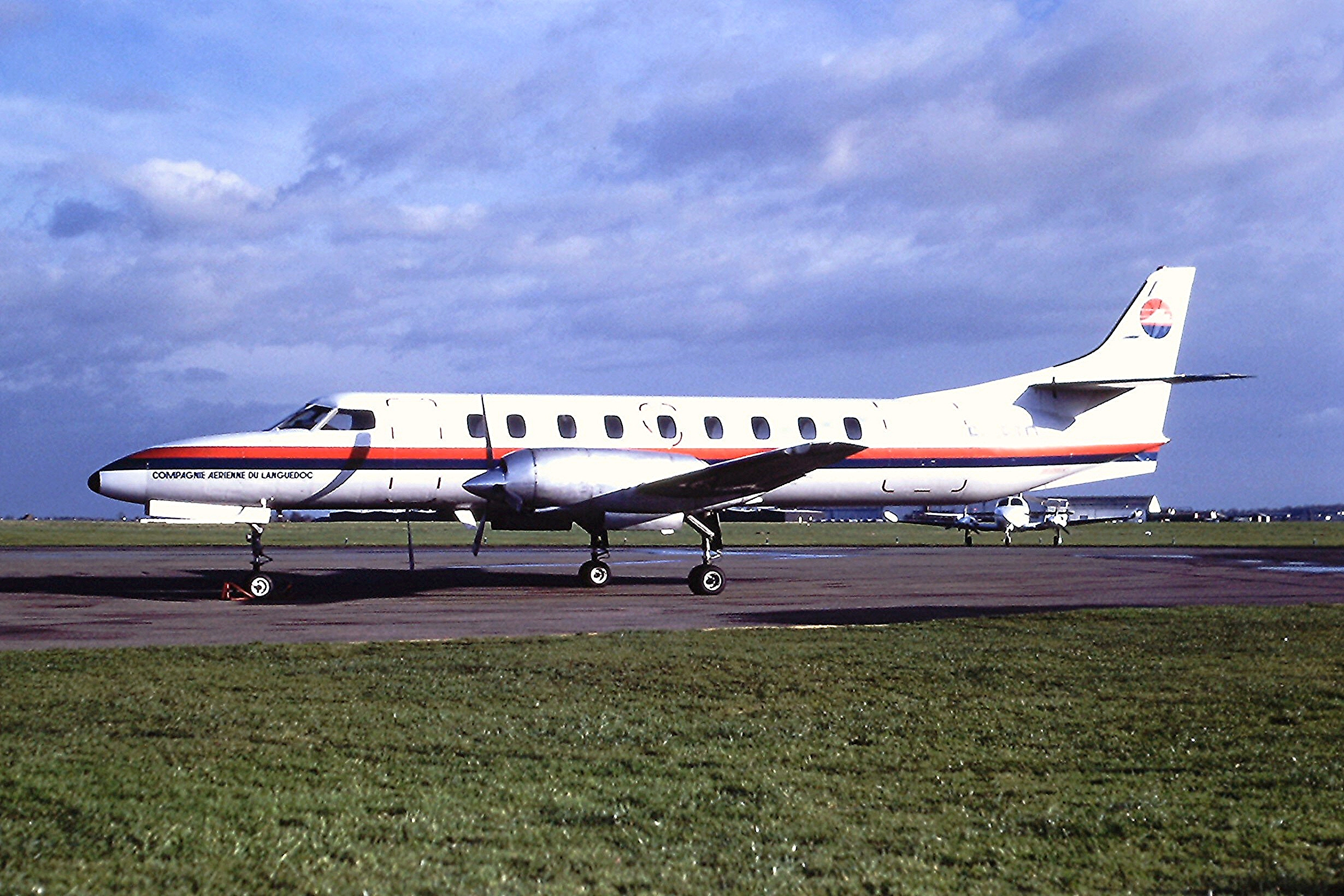
Fairchild Swearingen SA-226TC Metro F-GBTO à Coventry en 1981.
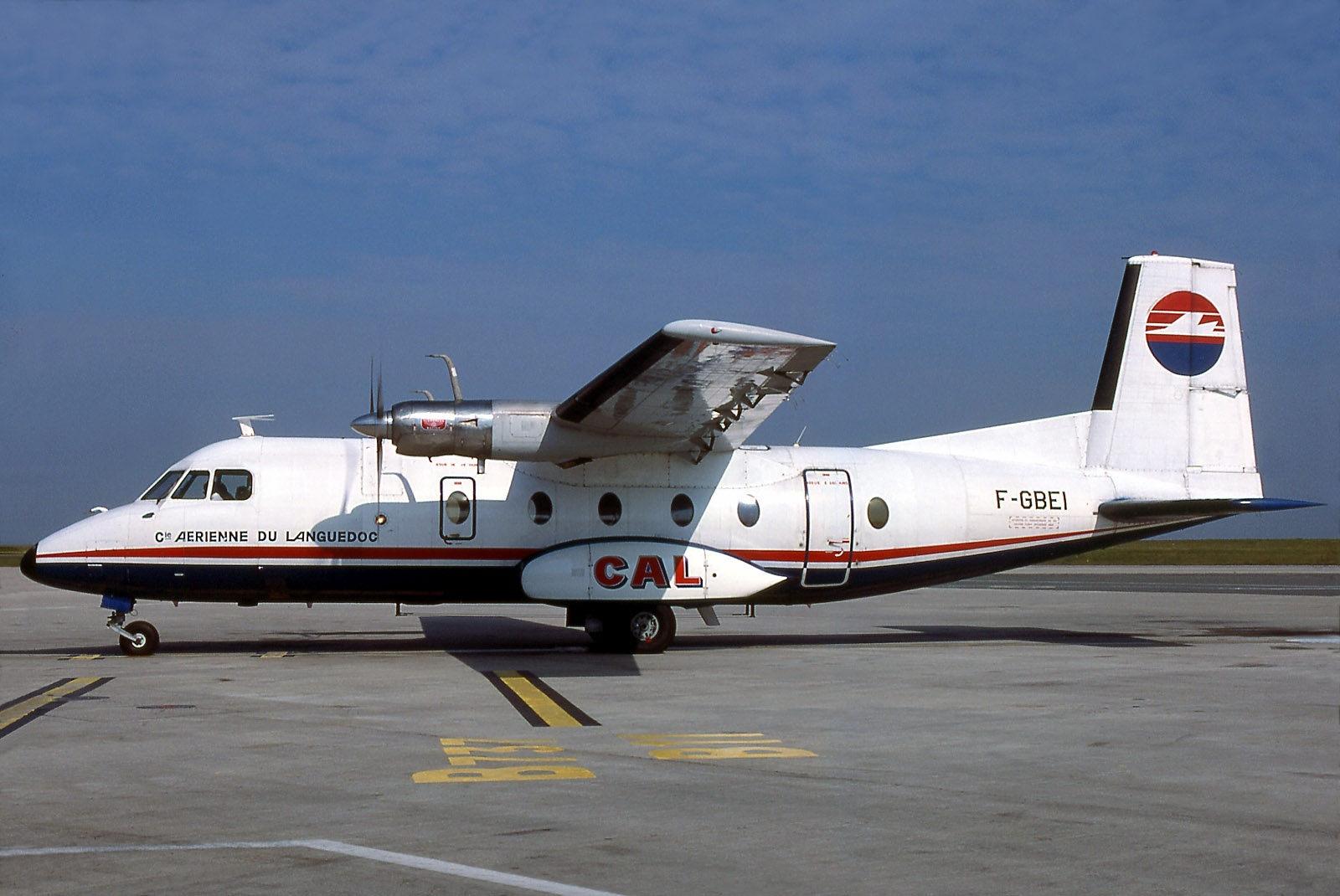
Nord 262 F-GBEI à Paris-Roissy en 1986.
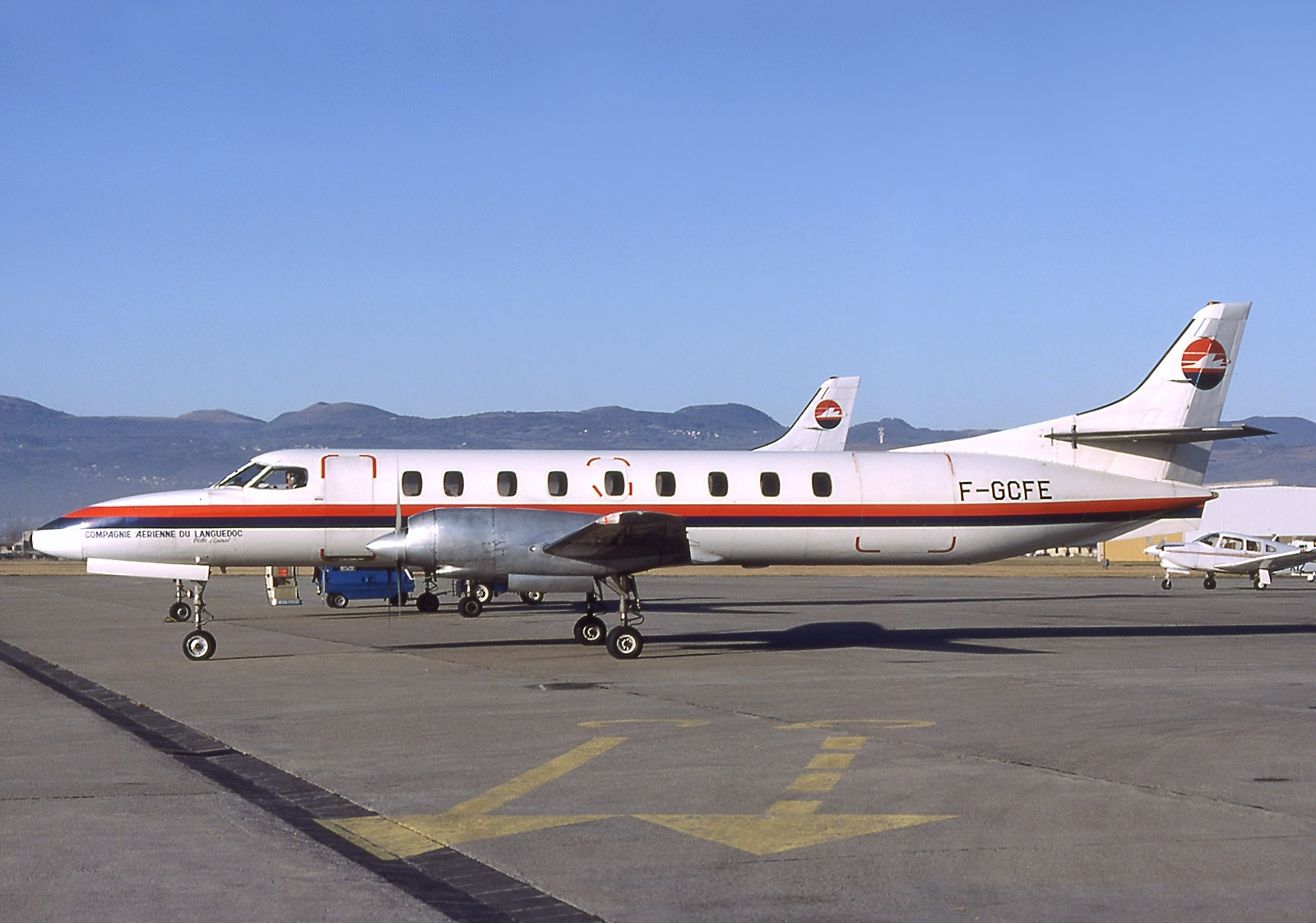
Swearingen SA-226TC Metro II F-GCFE à Clermont-Ferrand-Aulnat en 1983.
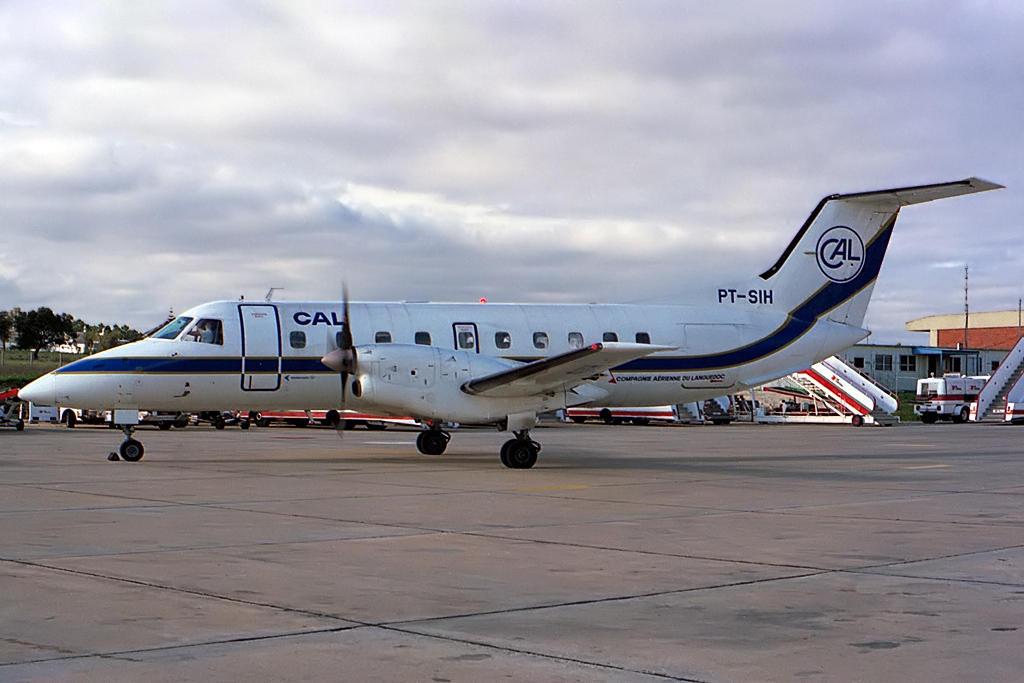
Embraer 120 PT-SIH à FARO en 1990.
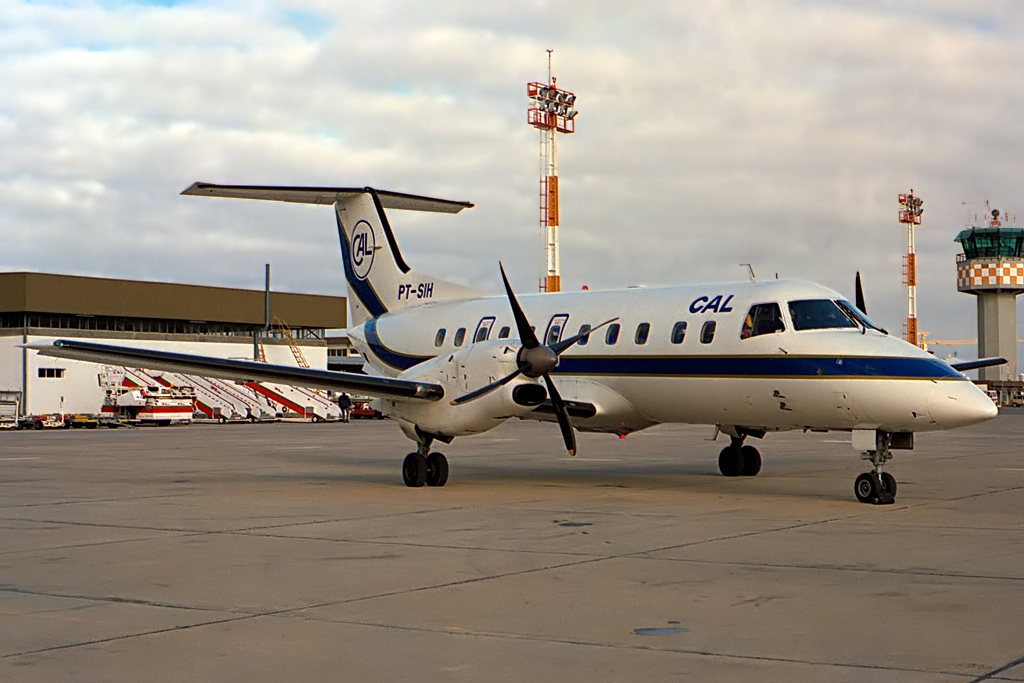
Embraer 120 PT-SIH à FARO en 1990.
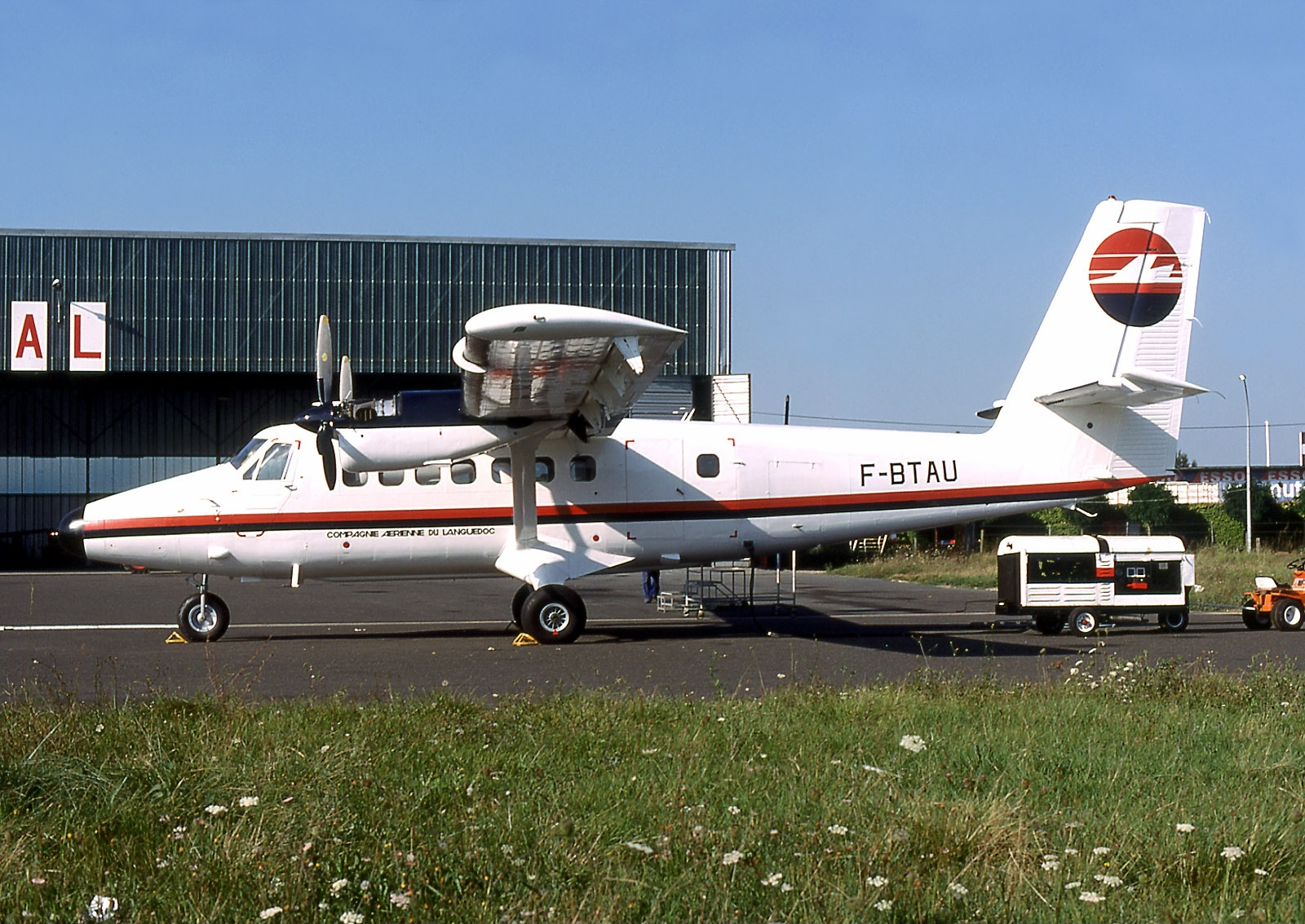
DHC-6-200 F-BTAU à Albi en 1977.

## Galerie logotypes

Logotype de la Compagnie aérienne du Languedoc CAL en avril 1982.
Logotype de la Compagnie aérienne du Languedoc CAL en octobre 1985.
Logotype du GIE Air Littoral/Compagnie aérienne du Languedoc CAL en octobre 1986.